# Monneren
Monneren é uma comuna francesa na região administrativa de Grande Leste, no departamento de Mosela. Estende-se por uma área de 11,06 km². Em 2010 a comuna tinha 422 habitantes (densidade: 38,2 hab./km²).